# Le Tic
 Le Tic est une nouvelle de Guy de Maupassant, parue en 1884.

## Historique
Le Tic est initialement publiée dans le quotidien Le Gaulois  du 14 juillet 1884.

## Résumé
À Châtelguyon, petite station thermale d'Auvergne, dans la grande salle de l'hôtel, le narrateur fait la connaissance d'un père et de sa fille.
Le père est affligé d'un tic fort singulier : "Chaque fois qu'il voulait atteindre un objet, sa main décrivait un crochet rapide, une sorte de zigzag affolé". Il remarque aussi que, pour manger, sa fille garde un gant à la main gauche.
Lors d'une promenade, le père raconte au narrateur d'où lui vient ce mal et pourquoi sa fille garde  un gant à la main gauche pour manger 
Sa fille a été enterrée vivante à la suite d'une maladie qui l'a fait passer pour morte. Mais, la nuit qui suit l'enterrement, sa fille se présente à la maison, assurant qu'elle va bien et qu'un pilleur de tombeau voulant lui voler ses bijoux provoqua son réveil en lui coupant le doigt. Le voleur se trouve être le serviteur du père et voyant la fille en vie, il croit être en présence d'un fantôme et tombe raide mort,.

## Éditions
- 1884 -  Le Tic, dans Le Gaulois
- 1891 -  Le Tic, dans L'Écho de la semaine
- 1900 -  Le Tic, dans Le Colporteur, recueil de nouvelles (posthume) chez l'éditeur Ollendorff.
- 1979 -  Le Tic, dans Maupassant, Contes et Nouvelles, tome II, texte établi et annoté par Louis Forestier, éditions Gallimard, Bibliothèque de la Pléiade.